# Dozo (album)
Pour les articles homonymes, voir Dozo.
Albums de Kaaris
Okou Gnakouri
(2016) Or noir 3
(2019)
Singles
1. Dozo
Sortie : 6 octobre 2017
2. Je suis gninnin, je suis bien
Sortie : 13 octobre 2017
3. Kébra
Sortie : 27 octobre 2017
4. Bling Bling (feat. Sofiane et Kalash Criminel)
Sortie : 30 novembre 2017
5. Diarabi
Sortie : 5 février 2018

Dozo est le quatrième album studio du rappeur Kaaris sorti le 3 novembre 2017.

## Genèse
Un an après l'album d'Okou Gnakouri, Kaaris revient avec cet album et un seul titre en featuring, Bling Bling avec Kalash Criminel et Sofiane. Après une semaine d'exploitation, l'album a réalisé (à quelques exemplaires près) un meilleur démarrage que son précédent opus puisque 18 353 exemplaires ont été vendus (physique, digital, streaming). Plus d'un mois après sa sortie, l'album est certifié disque d'or avec plus de 50 000 exemplaires écoulés. Plus de trois mois après la sortie de Dozo, l'album est certifié disque de platine avec plus de 100 000 ventes. En mars 2019, l'album devient double disque de platine en passant le cap des 200 000 ventes.

## Liste des titres
| No  | Titre                                          | Producteur(s)                    | Durée |
| --- | ---------------------------------------------- | -------------------------------- | ----- |
| 1.  | Dozo                                           | Katrina Squad, DJ Ritmin, Guilty | 3:00  |
| 2.  | Marchand d'ivoire                              | Double X                         | 2:00  |
| 3.  | Feghouli                                       | Double X                         | 3:54  |
| 4.  | Menace                                         | Mr Punisher                      |       |
| 5.  | Mood                                           | Blackstarz                       |       |
| 6.  | Je suis gninnin, je suis bien                  | Double X                         | 3:35  |
| 7.  | Pas idée                                       | Double X                         | 3:08  |
| 8.  | Kébra                                          | Double X                         | 3:00  |
| 9.  | Diarabi                                        | Taylor Beats                     | 3:09  |
| 10. | Vegeta                                         | Katrina Squad, DJ Ritmin, Guilty |       |
| 11. | Oublier                                        | Double X                         | 3:17  |
| 12. | Être deux                                      | Double X                         | 3:38  |
| 13. | RPG                                            | Katrina Squad, DJ Ritmin, Guilty |       |
| 14. | Courez                                         | Blackstarz                       |       |
| 15. | Bling Bling (feat. Kalash Criminel et Sofiane) | Double X                         | 3:57  |
| 16. | Victoire                                       | Double X                         |       |

## Clips vidéo
- Dozo : 6 octobre 2017
- Kébra : 27 octobre 2017
- Bling Bling (feat. Kalash Criminel et Sofiane) : 30 novembre 2017
- Diarabi : 5 février 2018

## Classement hebdomadaire
| Classements (2017)           | Meilleure position |
| ---------------------------- | ------------------ |
| Belgique (Flandre Ultratop)  | 159                |
| Belgique (Wallonie Ultratop) | 9                  |
| France (SNEP)                | 3                  |
| Suisse (Schweizer Hitparade) | 59                 |

## Certification
| Région                                                                                                 | Certification | Ventes/Streams |
| --- | ------------- | -------------- |
| France                                                                                                 | 2 × Platine   | 230 000*       |
| *Ventes selon la certification ^Mise en rayon selon la certification xNon précisé par la certification |               |                |

## Titres certifiés en France
- Dozo  Or
- Je suis gninnin, je suis bien  Or
- Diarabi  Diamant
- Bling Bling (feat. Kalash Criminel et Sofiane)  Diamant